# Anthony Stokvis
Antony Marinus Hendrik Johan Stokvis (Den Haag, 23 september 1855 – aldaar, 17 november 1924) was een Nederlands ambtenaar en genealoog.
Ant(h)ony Stokvis was referendaris en later administrateur bij het ministerie van Koloniën. Hij begon toen hij 19 jaar was met het verzamelen van genealogieën van voorname families. Zijn voornaamste werk Manuel d'Histoire, de Généalogie et de Chronologie de tous les États du Globe, depuis les temps les plus reculés jusqu'à nos jours, werd in drie delen uitgegeven door Brill in Leiden (1887-1893). Hij publiceerde hierin over Europese geslachten, maar ook Aziatische en Afrikaanse families worden behandeld. Het werk werd in 1966 herdrukt. Stokvis werd benoemd tot Ridder in de Orde van Oranje-Nassau (1894) en Ridder in de Orde van de Nederlandse Leeuw (1906).
- Bibliothèque nationale de France: cb12223828h (data)
- Gemeinsame Normdatei: 1053271034
- International Standard Name Identifier: 0000 0001 0856 2583
- Nederlandse Thesaurus van Auteursnamen: 071981888
- Système universitaire de documentation: 084737395
- Virtual International Authority File: 29585500